# زلزال دمشق 847
زلزال دمشق 847، زلزال مدمر وقع في 24 تشرين الثاني سنة 847. وأوضحت دراسة حديثة بأن الزلزال كان جزءاً من زلازل متعددة ضربت المناطق من دمشق جنوباً إلى أنطاكية في الشمال وإلى الموصل شرقاً. بلغ عدد الضحايا 20,000 في أنطاكية و 50,000 في الموصل. ويعتقد أن الزلزال يعد واحداً من أقوى الزلازل على طول صدع البحر الميت.